# Елк Гроув (Калифорнија)
Елк Гроув (енгл. Elk Grove) град је у америчкој савезној држави Калифорнија. По попису становништва из 2010. у њему је живело 153.015 становника.
Елк Гроув лежи 20-ак km јужно од Сакрамента. Основан је 1850. као станица поштанских кочија, а развио се крајем двадесетог стољећа, првенствено као својеврсно предграђе Сакрамента.

## Демографија
Према попису становништва из 2010. у граду је живело 153.015 становника, што је 93.031 (155,1%) становника више него 2000. године.
|                   | 2010.            | 2000.           |
| Укупно            | 153 015 (100,0%) | 59 984 (100,0%) |
| Белци             | 58 305 (38,10%)  | 32 252 (53,77%) |
| Азијати           | 40 261 (26,31%)  | 10 553 (17,59%) |
| Хиспаноамериканци | 27 581 (18,03%)  | 8 398 (14,00%)  |
| Афроамериканци    | 17 172 (11,22%)  | 5 110 (8,519%)  |
| Остали            | 9 696 (6,337%)   | 3 671 (6,120%)  |